# Wzmacniacz gitarowy

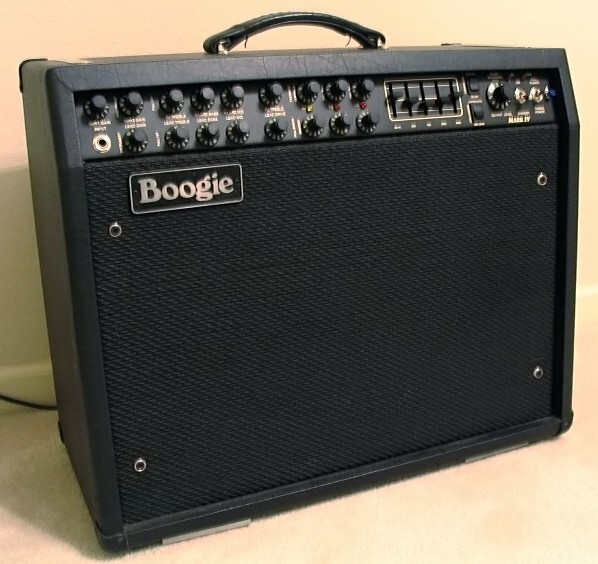
Wzmacniacz gitarowy Mark IV Combo

Wzmacniacz gitarowy, wzmacniacz instrumentalny – wzmacniacz elektroakustyczny przeznaczony do wzmacniania sygnału elektroakustycznego pochodzącego z gitary elektrycznej, akustycznej, a ogólnie jakiegokolwiek instrumentu muzycznego wyposażonego w przetwornik elektroakustyczny. Większość wzmacniaczy gitarowych zawiera dodatkowe układy przetwarzające i modyfikujące dźwięk, jak np. przester i pogłos.

## Konstrukcja

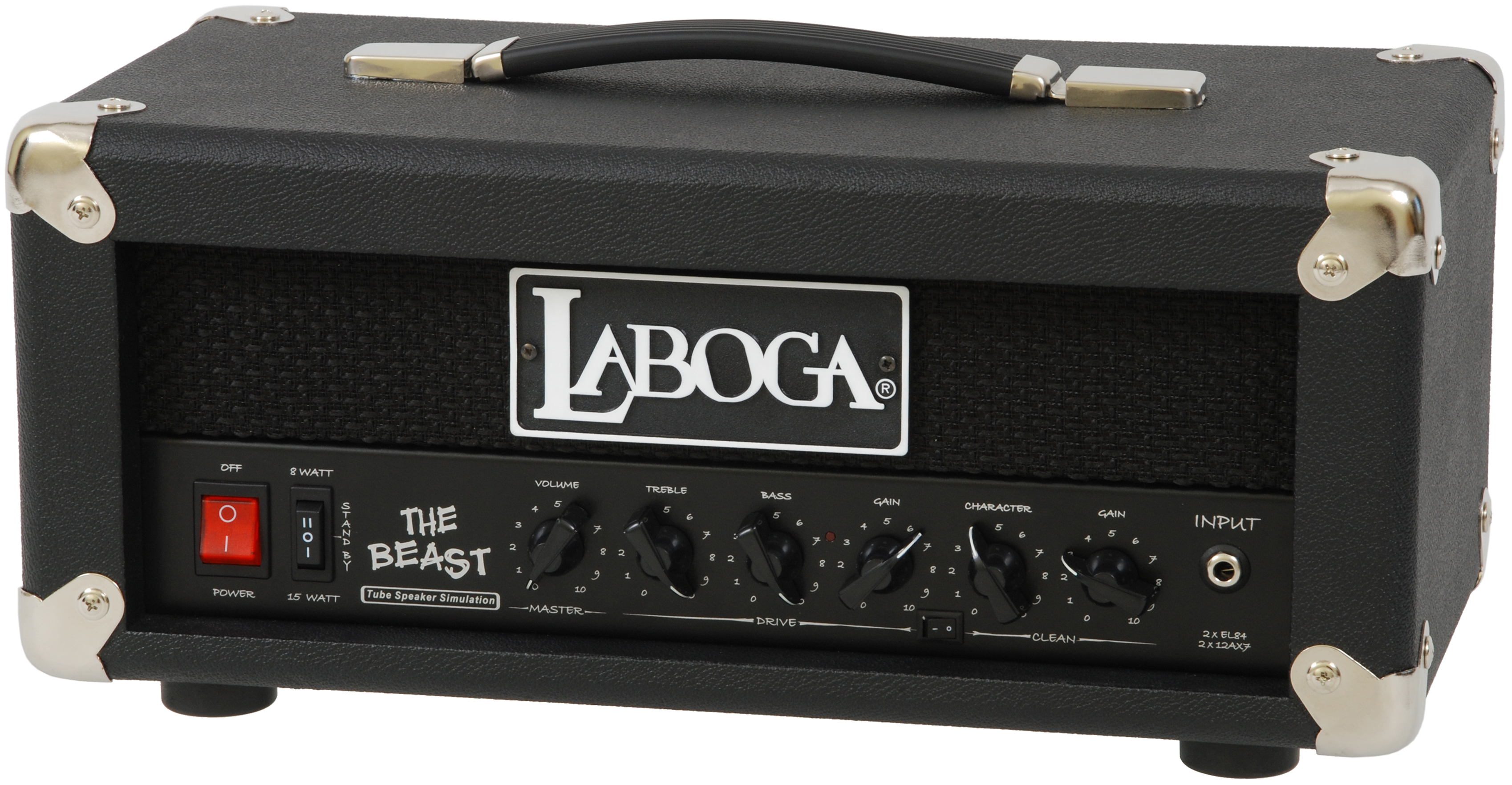
Przykład standardowego wzmacniacza producenta Laboga (głowicy, ang. head) podłączanego do osobnej kolumny głośnikowej.

Każdy wzmacniacz gitarowy składa się z dwóch stopni: przedwzmacniacza i wzmacniacza mocy. Podstawową funkcją przedwzmacniacza jest zwiększenie poziomu sygnału z przystawek elektroakustycznych gitary, tak by mógł wysterować wzmacniacz mocy. W przedwzmacniaczu odbywa się, wzmocnienie aż do przesterowania, korekta barwy. Pomiędzy przedwzmacniaczem a końcówką mocy znajduje się pętla elementów toru dźwiękowego dająca regulowane efekty dźwiękowe, dotyczy to nowszych, zazwyczaj większych konstrukcji. Wzmacniacz ma zadanie wzmocnić sygnał na tyle, by wysterować podłączone do wzmacniacza głośniki.
We wzmacniaczach typu combo trzecim elementem jest głośnik.

### Wzmacniacz lampowy

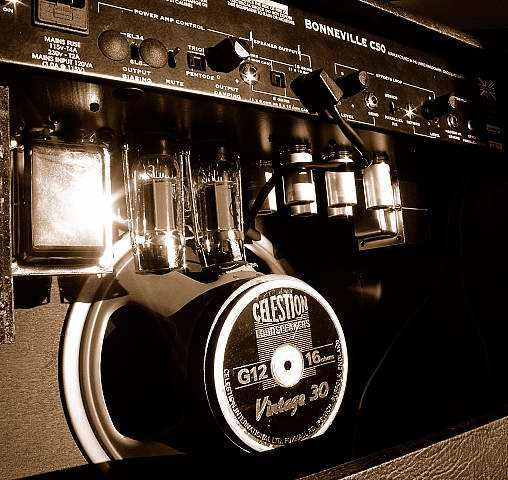
Lampowy wzmacniacz gitarowy combo Trace Elliot Bonneville – widok od tyłu. Widocznych jest sześć małych lamp w kubkach ekranujących (obwód przedwzmacniacza), dwie duże lampy (obwód wzmacniacza) i dwa transformatory – zasilający i głośnikowy.

We wzmacniaczach lampowych zarówno w przedwzmacniaczu jak i w wzmacniaczu mocy wykorzystuje się lampy elektronowe.